# L'Œuvre au noir
Pour l’article homonyme, voir L'Œuvre au noir (film).
L'Œuvre au noir est un roman de Marguerite Yourcenar, paru le 8 mai 1968.
Dès l'année de sa parution, il connaît un grand succès public ; le prix Femina lui est décerné par un vote à l'unanimité du jury.

## Roman

### Titre
L'expression « œuvre au noir » désigne en alchimie la première des trois phases dont l'accomplissement est nécessaire pour achever le magnum opus. En effet, selon la tradition, l'alchimiste doit successivement mener à bien l'œuvre au noir, au blanc, et enfin au rouge afin de pouvoir accomplir la transmutation du plomb en or, d'obtenir la pierre philosophale ou de produire la panacée.
Yourcenar commente ainsi à ce sujet :

« La formule « L'Œuvre au noir », donnée comme titre au présent livre, désigne dans les traités alchimiques la phase de séparation et de dissolution de la substance qui était, dit-on, la part la plus difficile du Grand Œuvre. On discute encore si cette expression s'appliquait à d'audacieuses expériences sur la matière elle-même ou s'entendait symboliquement des épreuves de l'esprit se libérant des routines et des préjugés. Sans doute a-t-elle signifié tour à tour ou à la fois l'un et l'autre. »

### Histoire
Zénon Ligre nait en février 1510 à Bruges. Incarnation à bien des titres de l'humanisme, il est homme de la Renaissance, à la fois clerc, philosophe, médecin et alchimiste, et a beaucoup appris au cours d'une vie errante. 
Ses activités scientifiques, ses publications ainsi que son esprit critique indisposent l'Église romaine. Réfugié à Bruges sous un faux nom, il sera enfermé dans une prison de l'Inquisition où il mettra fin à sa vie pour échapper au bûcher.
Le récit se compose de trois parties :
- La vie errante
- La vie immobile
- La prison

Zénon symbolise l'homme qui cherche mais ne peut taire la vérité au milieu de ses contemporains dont seuls certains le comprennent. Dans ce sens, le protagoniste y perdra sa liberté, puis sa vie. Sa vie errante et sa fin (refus de rétractation) ne sont pas sans rapport avec celle de Giordano Bruno. Ce personnage est également inspiré de penseurs du XVIe siècle persécutés par les autorités religieuses comme Paracelse, Michel Servet, Copernic, Étienne Dolet ou Tommaso Campanella. 
Plusieurs affirmations de Zénon proviennent, selon Marguerite Yourcenar, des Cahiers de Léonard de Vinci.

## Portée de l'œuvre
L'Œuvre au Noir peut être vu comme le pendant « Renaissance » des Mémoires d'Hadrien, roman le plus célèbre de Marguerite Yourcenar. Ces deux romans ont en effet comme point commun de présenter les réflexions de deux hommes, bien qu'assez différents, sur leur époque, sur le monde tel qu'ils l'ont connu.
À la différence d'Hadrien, Zénon n'est pas un homme de pouvoir et évolue au sein d'une société où ceux qui prônent la liberté d'expression ou de pensée courent de grands risques. Ses nombreuses expériences (le roman raconte sa vie depuis sa naissance — bâtard de la sœur d'un riche négociant de Bruges — jusqu'à sa mort en prison), motivées par une sagesse et une ouverture d'esprit peu communes pour l'époque, le mèneront à s'intéresser à des sujets fort divers : la médecine (approfondissant l'anatomie, pratiquant des dissections), l'alchimie, les voyages (à travers l'Europe et l'Afrique du Nord), etc. Toutefois, il se heurte partout à un monde cruel où règne l'obscurantisme, où la peine de mort est facilement appliquée et où le danger est permanent.
De ses multiples rencontres avec les hommes les plus divers, Zénon retire des réflexions sur la société, l'organisation politique, les religions et leurs réformes. Ses expériences scientifiques lui apportent l'intuition du fabuleux monde de connaissances à venir ; de ses discussions avec les rares personnes capables de le comprendre (le prieur, son cousin) viennent sa tolérance et sa capacité à s'enrichir de l'autre. Hélas, tout cela est trop audacieux pour son époque et un tel personnage ne peut qu'irriter, voire inquiéter les  pouvoirs en place.
Une des forces du roman est de ne pas avoir caricaturé le pouvoir en présentant les hautes autorités de l'époque comme forcément cyniques et corrompues. Les chapitres sur l'emprisonnement et le procès de Zénon sont, à ce titre, symptomatiques car ils constituent un échange entre deux mondes irréconciliables.
Certains épisodes du roman sont devenus célèbres : les événements précédant la naissance de Zénon, le siège de la ville de Münster et le « munzerisme » (dissidence de l'anabaptisme), la « conversation à Innsbruck » entre Zénon et son cousin Henri-Maximilien, les dialogues avec le prieur des Cordeliers, les dunes de la mer du Nord, la prison, la fin de Zénon.
L'Œuvre au noir est classé à la 26e place des 100 meilleurs livres du XXe siècle.

## Adaptation
- 1988 : L'Œuvre au noir, film belge réalisé par André Delvaux, avec Gian Maria Volontè dans le rôle de Zénon, Sami Frey, Jacques Lippe et Anna Karina